# Громов Сергій Володимирович
Сергій Володимирович Громов (17 лютого 1973) — Генеральний директор Державного концерну «Укроборонпром».

## Біографія
Народився 17 лютого 1973 у місті Дружківка. У 1996 році закінчив Донецький державний технічний університет, економіка і управління у машинобудуванні.
1990 
Розпочав трудову діяльність на Дружківському метизному заводі
11.1990 — 06.1996 
Слухач, студент Донецького політехнічного інституту
01.1996 — 12.1999 
Працював на різних посадах філії у м. Донецьк Першого Українського Міжнародного Банку
12.1999 — 10.2001 
Працював на різних посадах в Першому Українському Міжнародному Банку
10.2001 — 10.2002 
Заступник керуючого філією Першого Українського Міжнародного Банку м. Донецьк
10.2002 — 06.2003 
Фінансовий директор ВАТ "Металургійний комбінат «Азовсталь»
06.2003 — 04.2008 
Фінансовий директор; т.в.о. генерального директора ВАТ «Харцизький трубний завод»
04.2008 — 09.2008 
Перший заступник генерального директора — фінансовий директор
09.2008 — 06.2012 
Заступник фінансового директора Дивізіону сталі та прокату, директор з розвитку бізнесу в Болгарії ; Голова Ради директорів, виконавчий директор
07.2012 — 03.2014 
Генеральний директор Державного концерну «Укроборонпром»